# Sivatherium giganteum
Sivatherium giganteum es una especie extinguida del género Sivatherium, que vivió hace más de un millón de años. Las primeras hipótesis atribuían a este animal el tamaño aproximado de un elefante africano, pero las nuevas hipótesis desechan esta suposición atribuyéndole el tamaño del mayor rumiante conocido.

## Distribución
Su hábitat se encuentra en las estribaciones del Himalaya, tal y como pueden demostrar los fósiles.

## Fósiles
Los fósiles de este mamífero extinguido se descubrieron en el siglo XIX, y ahora, científicos británicos han reconstruido rigurosamente su esqueleto. Los cálculos realizados a partir de los restos óseos, con técnicas modernas de volumetría, han permitido estimar la masa de un ejemplar adulto en unos 1.246 kg de media, con topes que rondarían los 1.800 kg. Así como una altura al hombro aproximada de 2,20 m.
- Datos: Q56377250
- Especies: Sivatherium giganteum